# Pasadena Park
Pasadena Park és una població dels Estats Units a l'estat de Missouri. Segons el cens del 2000 tenia 489 habitants.

## Demografia
Segons el cens del 2000, Pasadena Park tenia 489 habitants, 226 habitatges, i 127 famílies. La densitat de població era de 2.097,8 habitants per km².
Dels 226 habitatges en un 27% hi vivien nens de menys de 18 anys, en un 36,3% hi vivien parelles casades, en un 16,4% dones solteres, i en un 43,4% no eren unitats familiars. En el 34,1% dels habitatges hi vivien persones soles el 8,4% de les quals corresponia a persones de 65 anys o més que vivien soles. El nombre mitjà de persones vivint en cada habitatge era de 2,16 i el nombre mitjà de persones que vivien en cada família era de 2,82.
Per edats la població es repartia de la següent manera: un 21,5% tenia menys de 18 anys, un 6,1% entre 18 i 24, un 34,2% entre 25 i 44, un 27,2% de 45 a 60 i un 11% 65 anys o més.
L'edat mediana era de 40 anys. Per cada 100 dones de 18 o més anys hi havia 82 homes.
La renda mediana per habitatge era de 44.712 $ i la renda mediana per família de 47.083 $. Els homes tenien una renda mediana de 34.844 $ mentre que les dones 34.250 $. La renda per capita de la població era de 28.274 $. Entorn del 7,2% de les famílies i el 10,3% de la població estaven per davall del llindar de pobresa.

## Poblacions més properes
El següent diagrama mostra les poblacions més properes.